# 卡斯韦尔陨石坑
卡斯韦尔陨石坑（Carswell）是一个位于加拿大萨斯喀彻温省北部的撞击坑，直径约39公里，形成年代在1.15±0.10億年前（早白垩世）。该撞击坑暴露在地表。